# 陆石
陆石（1920年—1998年），原名康道平、康成忠、康农，男，四川南川人，中国书法家、作家，曾任中国书法家协会副主席、顾问。